# Carmen (film 1913 Taylor)
Carmen è un cortometraggio muto del 1913 diretto da Stanner E.V. Taylor.

## Trama
La zingarella Carmen seduce sia il capitano Don Josè che un famoso torero di nome Escamillo. Don Josè è un uomo scorbutico e dal carattere forte, per questo Carmen dopo poco tempo decide di lasciarlo, ma l'uomo si oppone con forza e una sera addirittura si scontra a duello con il suo rivale Escamillo. Carmen lascia per sempre Don Josè e, mentre sta andando a vedere il torero nella corrida, viene uccisa dal furibondo capitano.

## Produzione
Il film fu prodotto dalla Monopol Film Company

## Distribuzione
Il film uscì nelle sale cinematografiche USA nel 1913. Nello stesso anno, uscirono altre due versioni della storia di Prosper Mérimée: una Carmen di Lucius Henderson e una Carmen diretta da Giovanni Doria e Augusto Turqui.